# سيس فان إسبن
سيس فان إسبن (بالهولندية: Cees van Espen)‏ ولد بتاريخ 28 مايو 1938 في آرنم، هولندا، هو دراج هولندي سابق في صنف سباق الدراجات على الطريق.

## سجل النتائج

### سباقات أو مراحل فاز بها
- طواف فرنسا

## وصلات خارجية
- الموقع الرسمي

## روابط خارجية
- سيس فان إسبن على موقع أرشيف الدراجات (الإنجليزية)
- سيس فان إسبن على موقع إحصائيات الدراجات الإحترافية (الإنجليزية)
- سيس فان إسبن على موقع CycleBase (الإنجليزية)